# Almacén de Ilbe
Almacén de Ilbe, (Hangul: 일베저장소/일간베스트 저장소)(RR: Ilbe Jeojangso) Ilbe Storehouse o Ilbe es un sitio web con sede en Corea del Sur. Ilbe, abreviatura de Ilgan Best (일간 베스트; 日刊 베스트; lit. Daily Best), es un término para las secciones del foro de Internet DC Inside que muestran los hilos más populares del día. 
El sitio, creado en abril de 2010, comenzó como una colección de publicaciones «populares diarias» del sitio web social de BBS de Corea del Sur DC Inside.  
En febrero de 2017 era el sitio web más controvertido de Corea del Sur y el de mayor tráfico diario. Para algunas personas, este foro de Internet reúne predominantemente a usuarios de extrema derecha.Se ha afirmado con frecuencia que la base de usuarios del sitio adhiere a posiciones de derecha alternativa, antifeministas, antiinmigrantes y anti-LGBT,con elementos de la cultura de la manosfera.

## Subcultura de Ilbe
La base de usuarios de Ilbe tiene fuertes tendencias de derecha. El sitio web tiene muy pocas reglas, pero prohíbe que los usuarios se mencionen entre sí por su nombre de usuario o se acerquen demasiado, para evitar que los nuevos usuarios o disidentes sean rechazados indiscriminadamente por los usuarios existentes. Esta política ha hecho que todos sean más anónimos (e iguales), en contraste con otros foros coreanos populares donde los usuarios antiguos son más respetados y tienen mayor autoridad durante las discusiones. Los foros son en gran parte no moderados, con excepciones hechas para casos que pueden resultar en litigios o casos en respuesta a quejas.
Sin embargo, la falta de moderación da lugar a comportamientos problemáticos como la difamación o el acoso, que son criminales según la ley coreana. El sitio web suele ser criticado por las acciones de sus usuarios, la más notable de las cuales fue la solicitud de la Comisión de Normas de Comunicaciones de Corea de que Ilbe regule los contenidos problemáticos que son perjudiciales para los adolescentes. Por otro lado, el sitio web ha sido elogiado por su anonimato y espíritu libre: un portavoz del derechista Partido Saenuri mencionó a Ilbe como "un espacio libre donde personas inocentes pueden decir lo que piensan libremente".
Una gran parte de la subcultura de Ilbe proviene de la identidad colectiva de los usuarios como "perdedores" de algún tipo: hasta la fundación de Ilbe, la mayoría de los grandes foros comunitarios en la web coreana se inclinaban a la izquierda hasta un punto en el que cualquiera con un moderado la opinión de la derecha tuvo que soportar el ridículo y los insultos por parte de la mayoría, incluidos los moderadores. [cita requerida] Por lo tanto, la base de usuarios de Ilbe ha adoptado muchos de los términos despectivos utilizados por la izquierda para mostrar orgullo por su disidencia. Debido a sus usuarios vocales y su fuerte influencia política / cultural, Ilbe ha ganado la atención generalizada de los críticos sociales, y algunos etiquetan el sitio web como un fenómeno social. Y algunos críticos consideran a Ilbe un análogo coreano de 4chan y  2channel.
Como una minoría vocal de los usuarios se involucra en comportamientos cuestionables tanto en línea como fuera de línea, el sitio web tiene una connotación en gran medida negativa, especialmente con la izquierda política. Por lo tanto, los usuarios tienden a no revelar su identidad como usuario de Ilbe en el mundo real para evitar el ostracismo. El término "Ilming-out" (일밍 아웃), que es un acrónimo de "Ilbe" y "Saliendo (del armario)", describe una divulgación como usuario de Ilbe al público en general, y se evita. Al tener que recurrir a medidas más discretas para mostrar su identidad, los usuarios de Ilbe utilizan un signo de mano que representa las iniciales coreanas del nombre del sitio web.